# たまごっちのプチプチおみせっち
『たまごっちのプチプチおみせっち』とは、2005年9月15日にバンダイより発売されたニンテンドーDS用のゲームソフト。2006年には、2作目となる『たまごっちのプチプチおみせっち ごひーきに』が、2007年には、3作目となる『たまごっちのプチプチおみせっち みなサンきゅ〜!』が、2008年には、4作目となる『たまごっちのキラキラおみせっち』が発売され、シリーズ化された。猿楽庁がチューニングを担当している。

## たまごっちのプチプチおみせっち
2005年9月15日にバンダイより発売。
シリーズ1作目であり、たまごっち初のニンテンドーDS用ソフトである。
サードパーティー製のニンテンドーDSソフトとして初のミリオンセラーを達成した。
本作では、たまごっちのキャラクター「まめっち」「めめっち」「くちぱっち」の中から好きなキャラクターを選び、お店を大きくしていくゲーム。最初は2種類だが、ゲームをするごとにお店は増えていく。
本作の発売から20年近く後の2024年、本作に登場する「まるっち」のセリフである「もうこないからねー」が、「モデルプレス流行語大賞2024」に入選した。また、2025年に発売された食玩や一番くじなどでもこのセリフが採用された。

## たまごっちのプチプチおみせっち ごひーきに
2006年7月27日にバンダイナムコゲームス（現・バンダイナムコエンターテインメント）より発売。
シリーズ2作目であり、タイトルの「ごひーきに」は「2」と掛けたもの。
ミリオンセラーとなった前作とあわせて200万本近いセールスを記録した。

### ゲーム概要
ゲームは、プレイヤーが自身の名前を決定することから始まり、プレイヤーは自身の決めた名前に接尾辞「っち」がついた状態でゲームをプレイすることになる。プレイヤーはパートナー候補の3匹のたまごっちから1匹を選ぶことになる。その後のムービーでは、このパートナーがたまごっち宝くじに当選したことを示す短いシーンに登場する。
プレイヤーが最初にショップを購入したときは、ケーキショップ、ハンバーガーショップ、フラワーショップ、ガソリンスタンドの4つしか利用できない。 1つまたは複数のショップを特定の段階に引き上げた後、航空、コンサートホール、クリニック、ブティック、ボウリング、寿司の6つのショップが利用可能になる。

## たまごっちのプチプチおみせっち みなサンきゅ〜!
2007年9月27日にバンダイナムコゲームス（現・バンダイナムコエンターテインメント）より発売。
シリーズ3作目であり、タイトルの「みなサンきゅ〜!」は「3」と掛けたもの。
前作のまめっち、めめっち、くちぱっちの他、ふらわっちをパートナーにできるようになった。主人公はたまごっちの姿として名刺を作ることができる。

## たまごっちのキラキラおみせっち
2008年11月27日にバンダイナムコゲームス（現・バンダイナムコエンターテインメント）より発売。
タイトルは異なるが、プチプチおみせっちシリーズの4作目にあたる。
前作のまめっち、めめっち、くちぱっち、ふらわっちの他、一部の店に限りちゃまめっちとききっちもパートナーにできるようになった。本作にはマクドナルドも登場する。